# República Democrática do Sudão
A República Democrática do Sudão foi estabelecida entre 1969 e 1985. Este período histórico é separado do Sudão pós-colonial por ser iniciado com um golpe de Estado que acabaria com a frágil democracia do país recém-nascido, porém conflitos por resolver culminariam na Segunda Guerra Civil Sudanesa.

## Golpe de Estado de 1969 e Conselho Nacional de Comando Revolucionário
Em 25 de maio de 1969, vários jovens oficiais que se autodenominam Movimento dos Oficiais Livres, tomaram o poder no Sudão e deram inicio a chamada era Nimeiri na história do Sudão. No cerne da conspiração havia nove oficiais liderados pelo coronel Gaafar Nimeiry, que estiveram envolvidos em conspirações contra o regime de Ibrahim Abboud. O golpe de Nimeiri foi apoiado pelo Partido Comunista Sudanês, pelas diferentes organizações nacionalistas árabes e certos grupos religiosos conservadores que justificaram o golpe de Estado com o argumento que os políticos civis haviam paralisado o processo de tomada de decisões, haviam fracassado em resolver os problemas econômicos e regionais do país, e haviam deixado o Sudão sem uma constituição permanente.
Ao assumir o poder, o Conselho Nacional de Comando Revolucionário proclamou o estabelecimento de uma "república democrática" dedicada ao avanço do "socialismo sudanês". Os primeiros atos do governo incluíram a suspensão da Constituição, a abolição de todas as instituições do governo e a proibição de partidos políticos. O Conselho Nacional de Comando Revolucionário também nacionalizou muitas indústrias, empresas e bancos. 
Nimeiri tornou-se presidente do Conselho Nacional de Comando Revolucionário. Em seguida, se tornaria presidente (em 1971) e ao mesmo tempo o primeiro-ministro.
Primeiramente, Nimeiri introduziu até mesmo os comunistas no governo. Até o final de 1969, a URSS passaria a prestar assistência militar para o Sudão. Porém, até o final de 1970, as relações de Nimeiri com os comunistas se deterioraram bruscamente e ele tirou-os do governo. No verão de 1971, uma série de golpes e contragolpes, com a participação dos comunistas, obrigaria Nimeiri a reprimir-los severamente e expurgá-los.
A partir de 1972, a União Socialista Sudanesa torna-se o único partido político legal da República Democrática do Sudão, e Jaafar Nimeiri - o seu presidente.

## Política de islamização do Sudão e Segunda Guerra Civil Sudanesa
A crescente influência do Islã no Sudão nas décadas de 1970 e 1980 teve um impacto nas políticas de Nimeiri, que inicialmente contou com o apoio do Partido Comunista do Sudão e pregou o conceito secular do "socialismo árabe". Sob a pressão das forças anti-marxistas, Nimeiri foi forçado a alterar suas políticas, declarando o Islã como uma prioridade em todas as áreas públicas.
Em setembro de 1983 Nimeiri declarou o Sudão uma república islâmica e promulgou um decreto oficial sobre a introdução da sharia como base do sistema legal sudanês. A partir dessa época até abril de 1985, Nimeiri realizou no Sudão a sua própria "revolução islâmica". Os decretos de Nimeiri, que ficaram conhecidos como as leis de setembro, foram amargamente ressentidas tanto por muçulmanos secularizados como pelos sulistas predominantemente não-muçulmanos.
Enquanto isso, a situação de segurança no sul havia deteriorado tanto que até o final de 1983 ascendeu a uma nova guerra civil.

## Fim do regime
No início de 1985, o descontentamento contra o governo resultou em uma greve geral em Cartum. Manifestantes protestavam contra o aumento dos custos dos alimentos, da gasolina, e do transporte. A greve geral paralisou o país. Nimeiri, que estava em uma visita aos Estados Unidos, foi incapaz de suprimir as manifestações contra seu regime que cresceram rapidamente. Um golpe militar liderado por seu ministro da Defesa, o Gen. Abdel Rahman Swar al-Dahab, o depôs. Nas eleições seguintes, o líder pró-islamita Sadiq al-Mahdi (que tinha tentado um golpe contra Nimeiry em 1976) tornou-se primeiro-ministro.